# Усть-Анзас
Усть-Анза́с (рос. Усть-Анзас) — селище у складі Таштагольського району Кемеровської області, Росія. Входить до складу Шерегеського міського поселення.

## Населення
Населення — 87 осіб (2010; 118 у 2002).
Національний склад (станом на 2002 рік):
- шорці — 97 %